# Hanky Panky (Madonna-dal)
A Hanky Panky című dal Madonna amerikai énekesnő második, egyben utolsó kimásolt kislemeze az I’m Breathless című filmzene albumáról. A dalt 1990. június 12-én jelentette meg a Sire Records. A dalt Madonna és Patrick Leonard írta, és készítette. A dal egy swing és jazz stílusú dal, változó basszusgitár hangokkal, és kórus hangokkal, melyek kisebb-nagyobb mértékben váltakoznak. Némi ellentmondást váltott ki Írországban az ördögi és rasszikus dalszöveg miatt, mivel a női csoportok ártalmasnak ítélték. Madonna később tisztázta, és azt mondta, hogy a dalszövegeket csak viccnek szánták.
A dal pozitív kritikákat kapott a zenekritikusoktól, sokan kiemelték a dal szövegét. A dal számos országban sikeres volt, köztük Ausztráliában, Írországban, Olaszországban, az Egyesült Királyságban, és az Egyesült Államokban is, ahol Top 10-es helyezést ért el. Finnországban a dal az első helyezést érte el. Madonna a dalt két alkalommal adta elő, először 1990-ben a Blond Ambition World Tour-on, és 2004-ben a Re-Invention World Tour-on. A dal számos ember előtt tiszteletét fejezte ki, és az Ally McBeal (1997) televíziós sorozatban is bemutatták.

## Előzmények és megjelenés
1990-ben Madonna szerepelt a Dick Tracy című filmben Mahoney-ként.  Miután a forgatások véget értek, Madonna elkezdett dolgozni a filmzenén. Három dallal kezdte a munkát, melyet Stephen Soundheim írt a film számára. a "Sooner or Later", a "More" és a "What Can You Lose" címűeket, melyek az album részét képezik, de új dalokat kellett írnia Madonnának, és elkészíteni hasonlóan korábbi dalaihoz. Ő készítette a dalokat, kivéve a Soundheimd alokat. "Azt akarom, hogy az emberek egy zenei komikus színésznőként gondoljanak rám. Ez az album nekem szól. Ez egy szakasz, és nem csak maga a popzene, hanem a dalok is, melyek számukra másképp érződnek. Ez a színházi érzés" – mondta Madonna.
Madonna Partick Leonardot, és Bill Bottrell hangmérnököt kérte meg, hogy segítsen neki a projektben. Ő és Leonard arra készültek, hogy olyan zenét hozzanak létre, mely illeszkedik a film stílusához, és produkciójához, melyet az Untouchables bűnüldözés napjaiban játszódik. A "Hanky Panky'-t Madonna és Leonard készítette, és írta, majd 1990. június 12-én jelentették meg az I’m Breathless című filmzene album utolsó kislemezeként. A kazetta és a 7 inches kislemez változaton a "More" című dal szerepel a B. oldalon, míg a 12-es vinyl kiadvány további két remixet tartalmaz Kevin McGuilberg által. A borító fényképét Patrick Demarchelier készítette, Jeri Heiden pedig a belsőt alakította ki.

## Felvétel és összetétel

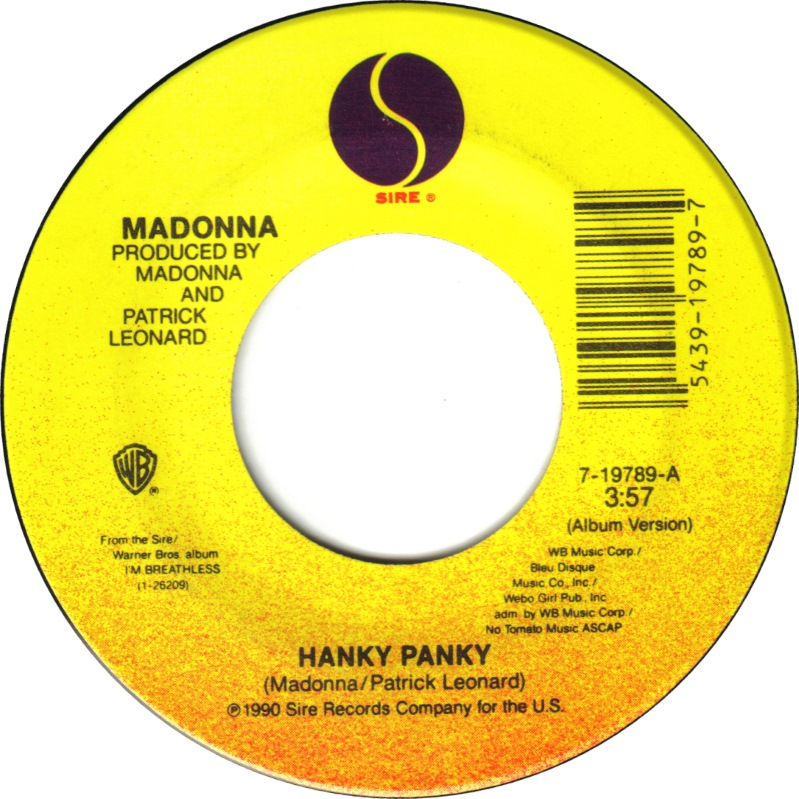
A Hanky Panky amerikai kislemez kiadása (1990)

A "Hanky Panky" felvétele három hét alatt elkészült. A közreműködők között ott volt Leonard is, aki billentyűs hangszereken játszott, valamint Jeff Porcaro dobok, Guy Pratt basszusgitár, Donna De Lory és Niki Haris, valamint N'Dea Davenport háttérénekesek. Lírai szempontból a dal a Szadomazochizmussal foglalkozik, mely egy olyan lány körül forog, aki örömét leli, ha verik. Szinte komikus stílusban hajtják ezt végre, és egy olyan jelenetből származik, amikor Breathless azt mondja Tracy-nek: "Nem tudod, hogy megüt-e vagy megcsókol". A dal hamis bevezetés alatt áll, és lassú zongorával kezdődik, majd néhány pillanat múlva nagy jazz és swing dallammá változik, változó basszusgitár hangokkal. A Musicnotes.com általi kották alapján a dal 170 BPM / perc ütemű, és D-moll kulcsban van komponálva. Madonna énekhangja B ♭ 3-tól D 5-ig terjed. A dal DM – C – Bm – A 7 alapszekvenciával rendelkezik az elején, és  Dm – A – B ♭ 9 –A 7 –Dm – C értékre változik, amikor a swing elindul.  A Rolling Stone általi interjú során Madonna kifejtette:

Ez a verés dolog azért kezdődött, mert azt hittem, hogy a Dick Tracy-ben szereplő karakter kedveli ezt, és ezért lógott olyan emberekkel, mint Al Pacino karaktere. Warren [Beatty] kérte, hogy írjak néhány dalt, és az egyik a "Hanky Panky" dal volt. Ez erről szól. Amikor a 'Nothing like a good spanky', and in the middle I say, 'Ooh, my bottom hurts just thinking about it' szöveget éneklem, valójában erre gondolok. Amikor ez kiderült, mindenki megkérdezte, hogy "Szeret verni?" és én erre azt válaszoltam, hogy "Igen, igen, szeretem"

Az énekesnőnek át kellett írnia néhány szuggesztív dalszöveget, hogy a Disney tisztségviselői a Dick Tracy film megrendelői kedveljenek, akik az imázsuk miatt aggódtak. Írországban a dal ellentmondásos volt, miután két nőszervezet vádolta Madonnát a nők elleni erőszak dicsőítésében, különösen az  "I'll settle for the back of your hand" sorában. Az egyik csoport az Ír Nemzeti Női Tanács nagyon veszélyesnek minősítette a dalt, míg a másik csoport az Írország Női Segéd a dalszövegek rendkívül károsnak ítélte meg. Annak ellenére, hogy kezdetben jóváhagyta a "verés" elképzelését, Madonna később visszalépett a verés témájától, és elmagyarázta, hogy a dalszövegeket viccnek írta, és azt hitte, hogy a lélegzetelállító Mahoney karaktere szereti a verést. Hozzátette, hogy nyilvánvalónak kellett volna lennie, hogy a dal humoros jellegű, mivel Madonna szerint a kép inkább egy uralkodó személy, aki a dal jellemzésével ellentétben átvette az irányítást.

## Kritikák
J. Randy Taraborrelli a Madonna: An Intimate Biography szerzője megjegyezte, hogy a gördülő Hanky Panky dal egyszerűen egy ostoba ártatlan rompernek tűnik, mire rájössz, mi folyik ott (Warren kedvenc időtöltése)...a verés! A szerző úgy gondolta, hogy Madonna csak egy kicsit énekel túl sok hatalommal. George Claude Guilbert akadémikus a Madonna As Postmodern Myth szerzője komikus himnusznak nevezte a dalt. Stephen Thomas Erlewine az AllMusic-tól a dalt kettős entenderrel terhelt slágerként írta le. Robert Christgau zenekritikus kiemelte a dalt, mint az album legjobb dalát. A Rolling Stone újságtól Mark Coleman ezt írta, hogy a dal mellett a "Cry Baby" és az "I'm going Bananas" egyike volt a jól hangzó, és magabiztos énekkel rendelkező dallamok közül, mely nem diszkó dalok, az albumról. Azt is megjegyezte továbbá, hogy önmagában a dalok címei elegendőek ahhoz, hogy felvilágosítást nyújtsanak Madonna turnéjának bonyolult dalairól.  A People magazin áttörésnek nevezte a dalt. 2018 augusztusában Joel Lynch szintén a People magazintól az énekesnő 100 legnagyobb dalának listájába helyezte a dalt, melyet élvezetesen és karikatúrálisan egy szerelmi swing dalnak nevezték el, összehasonlítva Madonna énekét Betty Boo-val. Greg Sandow az Entertainment Weekly-től ömöteli kihívásnak nevezte a dalt a cenzúra felé. Sal Cinquemani (Slant magazin) úgy érezte, hogy ez egy pimasz dal, mely olyan témákra vonatkozik, melyeket Madonna később az 1990-es években tovább vizsgált.
Stephen Holden a The New York Times-től egy nagy zenekari blues dalnak írta le, melyben támogatja a "szexuális verés"  [...] kiszámított felháborodási ajánlatát. Ray Boren a The Deseret News-től a "Hanky Panky"-t egy szemtelen dalnak írja le, összehasonlítva Eddie Cantor 1928-as "Makin' Whoopee" című jazz dalával. Dave Tianen a Milwaukee Sentiel-től az album áttekintése közben megjegyezte, hogy Madonna egyik aspektusa változatlan marad. A "Hanky Panky" egyike azon kevés dallamoknak, amelyek az erotikus szórakoztatás felfedezésére irányulnak. Richard LaBeau merésznek írja le a dalt, mely soha nem emelkedik föl az újdonság fölé.  A Pittsburg Pressnek írt Peter B. King úgy gondolta, hogy a "Hanky Panky" témája egy oldalsó téma lesz, de megvédte Madonnát, mondván hogy évek óta énekel ilyen témákról.  A The Huffington Post a 13. helyre helyezte a dalt a Leginkább alulártékelt Madonna dalok listáján. A Pandora Boxx szerzője a dalról azt írta, hogy a 90-es évek pop és a 30-as évek vintage éveinek összeolvadása található a dalban, de megjegyezte, hogy túl sok tollat fodrosított fel Madonna ehhez, hogy nagy slágerré tegye.  Matthew Jacobs a Madonna kislemezek listáján az 55. helyen szerepelteti a dalt, mondván, tiszta móka, hogy a 30-as évek swing stílusának nevezik a dalt. [...]  A Gay Star News írója Joe Morgan vegyes értékeléssel volt a dal iránt, mondván kevésbé szexuális, és feminista dal, mely felszabadult, apróságos, és könnyfakasztó. [...] de ugyanakkor elfelejthető dal, amely úgy hangzik, mint egy színházi album hatodik dala.  Negatív véleménnyel volt Royal S. Brown a Film Husings: A Selected Anthology from Fanfare Magazintól, aki nevetségesnek nevezte a dalt. A The Guardian szintén negatívan értékelte a dalt. Jude Rogers volt, aki azt írta a dalról, hogy még a ragyogó popdalok alkotói is rosszul dönthetnek, mely során a dal Madonna mélypontjává változik.

## Sikerek
A dal megjelenését követően a "Hanky Panky" kezdetben fekete listás volt néhány rádióállomásnál, amikor a közönség kifogásokkal élt a lírai tartalommal szemben. Ennek ellenére 1990. június 30-án a dal a 40. helyen debütált a Billboard Hot 100-as listán, mivel a "Vogue" elhagyta a Top 10-es helyezést.  A dal végül a 10. helyen állt meg a július 28-i héten. Ez végül arany minősítést jelentett az Amerikai Hanglemezgyártók Szövetsége által 1990. szeptember 19-én, az 500.000 eladott példányszám végett. A Billboard Madonna 40 legnagyobb slágereinek listáján a 36. helyre sorolta a dalt. Kanadában a dal az RPM Top kislemezlistán a 92. helyen debütált, és egy hét alatt a 18. helyre sikerült jutnia 1990. szeptember 1-én. Összesen 13 hétig volt a slágerlistán.
Az Egyesült Királyságban a dal a 14. helyen debütált, és két hét után, 1990. július 27-én elérte a 2. helyet. Összesen 9 hétig volt a slágerlistán. A Brit Hanglemezgyártók Szövetsége 1990. augusztus 1-én a több mint 200.000 eladott példányszám alapján ezüst minősítéssel díjazta a dalt. A hivatalos adatok szerint a kislemezből több mint 210.000 példányt értékesítettek 2010. október óta. Ausztráliában a "Hanky Panky" az ARIA listán a 18. helyen debütált a július 29-i héten, és a csúcs a 7. helyezés volt négy héttel később. Az ARIA év végi összesített listáján a 45. helyen szerepelt a dal. Új-Zélandon a kislemez a RIANZ kislemez listán a 23. helyen debütált, és a következő három hét alatt elérte a 6. helyet. Ez volt Madonna 18. legnagyobb slágere az országban. Az európai országok közül Írországban Top 10-es helyezett volt a dal. Ausztriában, Belgiumban, Németországban, Spanyolországban, Svájcban és Hollandiában a dal Top 20-as helyezést ért el.

## Élő fellépések

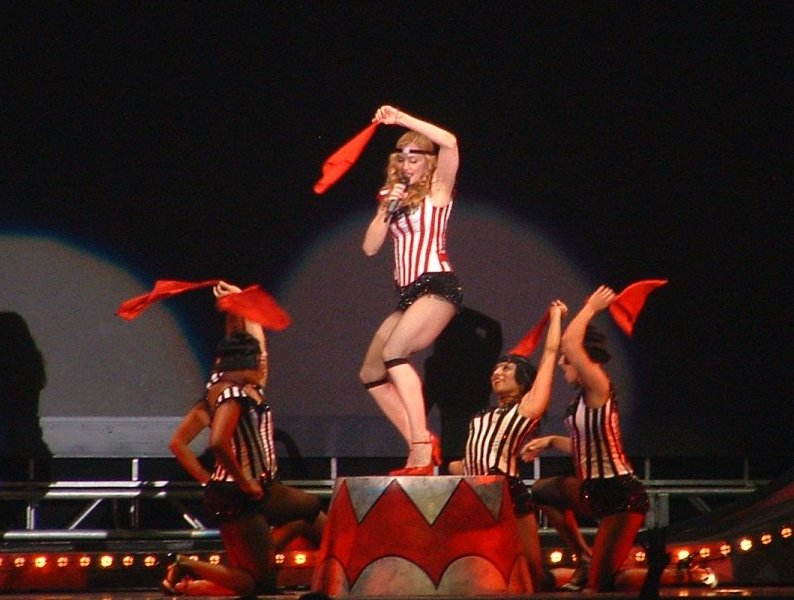
Madonna a Hanky Panky előadása közben a Re-Invention turnén (2004)

A "Hanky Panky" először Madonna 1990-es Blond Ambition World Tour című turnéján hangzott el. A dalt zöld és fehér csíkos vaudeville stílusú ruhában adta elő, mint egy nightclub énekesnő. Az előadás vége felé Madonna viccelődött a közönséggel: "Mindannyian tudjátok a jó verés titkát, ugye? [...] Amikor az embereket bántom, jól érzem magam, tudjátok mit értek ezen?" A Dick Tracy „szégyentelen előadása” kapcsán Lucy O’Brien elmondta, hogy a Dick Tracy szakasz legkevésbé dinamikus része a show-nak. Az előadásnak két különböző felvételét jelentették meg. Az egyik a Blond Ambition Japan Tour 90, melyet Jokohamában rögzítettek 1990. április 27-én. A másik a Blond Ambition World Tour Live, melyet Franciaországban 1990. augusztus 5-én rögzítettek.
Tizennégy évvel később Madonna egy energikus témájú „Hanky Panky” verziót mutatott be a 2004-es Re-Invention World Tour részeként. A színpadon cirkusz témájú ruhában jelent meg, mely fekete nadrágból, és  piros magas sarkú cipőből, fejpántból, és egy vörög fehér csíkos, az 1920-as években divatos mellényből állt. Sean Piccoli a Sun-Sentiel-től dicsérte Madonna azon képességét, hogy "összehívja" a Hanky Panky vámpíros humorát, egy olyan Bette Midler pillanatot, mely Madonnában is benne van. 2000 augusztusában Alicia Witt színésznő előadta a dalt az Ally McBeal című amerikai televíziós sorozat harmadik évadának fináléjában a "The Musical, Almost" címűben.  A Killer Nannies In America nevű együttes indie feldolgozása szerepelt a The Material Girl: A Tribute to Madonna című albumon. A Gary Tesca együttes a dal instrumentális változatát vette fel a Who'w That Girl: The Madonna Story Vol. 1. című albumukra 2006-ban.

## Számlista
- US cassette / 7" single

1. "Hanky Panky" – 3:57
2. "More" – 4:56

- AUS / US / EUR maxi-single

1. "Hanky Panky" (Bare Bones Single Mix) – 3:57
2. "Hanky Panky" (Bare Bottom 12" Mix) – 6:36
3. "More" – 4:56

## Közreműködő személyzet
- Madonna  – író , ének , producer
- Patrick Leonard  – író, producer, billentyűs
- Jeff Porcaro  – dobok
- Guy Pratt  – basszus
- Donna De Lory  – háttérvokál
- Niki Haris  – háttérvokál
- N'Dea Davenport  – háttér vokál
- Kevin McGuilbert – remix és kiegészítő produkció
- Patrick Demarchelier  – borító fotók
- Jeri Heiden – tervező

## Slágerlista
| Slágerlista (1990)                       | Legjobb< helyezések |
| ---------------------------------------- | ------------------- |
| Ausztrália (ARIA)                        | 6                   |
| Ausztria (Ö3 Austria Top 40)             | 20                  |
| Belgium (Ultratop 50 Flanders)           | 15                  |
| Kanada Top Singles (RPM)                 | 18                  |
| European Airplay Top 50 (Music & Media)  | 1                   |
| European Hot 100 Singles (Music & Media) | 4                   |
| Finland (Suomen virallinen lista)        | 1                   |
| Németország (Media Control Charts)       | 21                  |
| Írország (IRMA)                          | 3                   |
| Hollandia (Top 40)                       | 13                  |
| Hollandia (Single Top 100)               | 21                  |
| Új-Zéland (Recorded Music NZ)            | 6                   |
| Spain (PROMUSICAE)                       | 13                  |
| Svájc (Schweizer Hitparade)              | 15                  |
| Egyesült Királyság (UK Singles Chart)    | 2                   |
| US Billboard Hot 100                     | 10                  |

| Slágerlista (1990)         | Helyezés |
| -------------------------- | -------- |
| Ausztrália (ARIA)          | 45       |
| Spanyolország (PROMUSICAE) | 90       |

## Minősítések
| Ország                  | Minősítés | Eladás  |
| ----------------------- | --------- | ------- |
| Ausztrália (ARIA)       | arany     | 35.000  |
| Egyesült Államok(RIAA)  | arany     | 500.000 |
| Egyesült Királyság(BPI) | ezüst     | 210.000 |